# The Brown Wallet
Pour plus de détails, voir Fiche technique et Distribution.
The Brown Wallet est un film britannique réalisé par Michael Powell, sorti en 1936.

## Synopsis
John Gillespie est ruiné, son associé s'est enfui avec leur argent. Il demande de l'aide à sa tante, mais celle-ci refuse. Retournant chez lui en taxi, il trouve un portefeuille marron (brown wallet) avec 2 000 £. Il n'en parle à personne, mais sa tante est retrouvée morte peu après, toutes ses économies ayant disparu. John se retrouve suspecté...

## Fiche technique
- Titre original : The Brown Wallet
- Réalisation : Michael Powell
- Scénario : Ian Dalrymple
- Photographie : Basil Emmott
- Production exécutive : Irving Asher
- Société de production : Warner Brothers First National Productions
- Société de distribution : Warner Bros.
- Pays d’origine :  Royaume-Uni
- Langue originale : anglais
- Format : noir et blanc — 35 mm — 1,37:1 — son Mono
- Genre : Film policier
- Durée : 68 minutes
- Date de sortie :
  - Royaume-Uni : 20 juillet 1936

## Distribution
- Patric Knowles : John Gillespie
- Nancy O'Neil : Eleanor
- Henry Caine : Simmonds
- Henrietta Watson : Tante Mary
- Charlotte Leigh : Mle Barton
- Shayle Gardner : Wotherspoone
- Edward Dalby : Minting
- Eliot Makeham : Hobday
- Bruce Winston : Julian Thorpe
- Jane Millican : Mle Bloxham
- Louis Goodrich : le coroner
- Dick Francis : un policier
- George Mills : un policier